# Писклюков, Василий Тимофеевич
Писклюков, Василий Тимофеевич (13 февраля 1900 года, Подгорное—1968 год, Ленинград) — советский военный деятель, генерал-майор (06.12.1942), участник Гражданской и Великой Отечественной войн.

## Биография
Василий Тимофеевич Писклюков родился 13 февраля 1900 года в Воронежской губернии, слободе Подгорное. С 15 октября 1918 года находился на службе в РККА, участвовал в Гражданской войне.
К началу Великой Отечественной войны был заместителем командира 19-го стрелкового корпуса 23-й армии Ленинградского военного округа по политической части. С 31 марта по 5 декабря 1942 года находился на должности бригадного комиссара 32-й армии. 20 августа 1942 года был повышен до дивизионного комиссара 32-й армии и занимал этот пост до 5 декабря 1942 года.  6 декабря 1942 года был повышен до звания генерал-майор. С 12 марта 1943 по 13 апреля 1944 года был членом Военного Совета 2-й ударной армии.
С 25 июля 1944 по 9 мая 1945 года служил в Закавказском военном округе в составе 45-й армии. Демобилизовался из рядов вооруженных сил СССР 3 февраля 1956 года.
Умер в 1968 году. Похоронен на Северном кладбище Санкт-Петербурга.

## Награды

### Награды и знаки признания
1. Орден Красного Знамени — 30.01.1940
2. Медаль «За оборону Ленинграда» — 22.12.1942
3. Орден Кутузова II степени — 21.02.1944
4. Орден Красного Знамени — 03.11.1944
5. Медаль «За оборону Советского Заполярья» — 05.12.1944
6. Орден Ленина — №:220/271 21.02.1945
7. Медаль «За победу над Германией в Великой Отечественной войне 1941—1945 гг.» — 09.05.1945
8. Орден Красного Знамени — №:240/96 20.06.1949[7][3]